# Bou Chebka
Bou Chebka oder auch Bouchebka (arabisch بوشبكة, DMG Būšabaka) ist eine Kleinstadt mit etwa 4.000 Einwohnern im Westen Tunesiens unmittelbar an der Grenze zu Algerien; sie gehört zum Gouvernement Kasserine und zur Delegation Fériana.

## Lage
Bou Chebka liegt in einer Höhe von ca. 1140 Metern ü. d. M. in den östlichen Ausläufern des Tellatlas. Bis nach Tunis sind es etwa 350 Kilometer (Fahrtstrecke) in nordöstlicher Richtung; die Stadt Kasserine ist etwa 55 Kilometer in östlicher Richtung entfernt.

## Bevölkerung
Im Jahr der Unabhängigkeit Tunesiens (1956) hatte Bou Chebka etwa 1.000 Einwohner. Die größtenteils aus den umliegenden Regionen zugewanderte Bevölkerung ist zwar meist berberischer Abstammung, Umgangssprache ist jedoch arabisch.

## Wirtschaft
Die Stadt profitiert von der Nähe zu Algerien, denn neben dem offiziellen Warenaustausch werden auch andere Handelsgüter (vor allem Benzin, Haushaltschemikalien und Konserven) zwischen beiden Staaten hin und her geschmuggelt.

## Sehenswürdigkeiten
- Die weitgehend moderne Stadt bietet keinerlei historisch oder kulturell bedeutsame Sehenswürdigkeiten.